# Rio Folea
O Rio Folea é um rio da Romênia, afluente do Lanca Birda, localizado no distrito de Timiş.